# Daskabát
Daskabát är en ort i Tjeckien.   Den ligger i regionen Olomouc, i den östra delen av landet, 230 km öster om huvudstaden Prag. Daskabát ligger 337 meter över havet och antalet invånare är 589.
Terrängen runt Daskabát är platt åt sydväst, men åt nordost är den kuperad. Runt Daskabát är det ganska tätbefolkat, med 78 invånare per kvadratkilometer. Närmaste större samhälle är Olomouc, 14,2 km väster om Daskabát. Trakten runt Daskabát består till största delen av jordbruksmark.